# Piophila aethiopica
Piophila aethiopica är en tvåvingeart som beskrevs av Willi Hennig 1951. Piophila aethiopica ingår i släktet Piophila och familjen ostflugor. Inga underarter finns listade i Catalogue of Life.